# Нюдалашён
Нюдалашён (швед. Nydalasjön, ранее носило название Тавлешён, швед. Tavlesjön) — пресноводное озеро в северной Швеции, расположенное на восточной окраине города Умео.
На берегу озера имеется оборудованный пляж. Вокруг озера проложена тропа для хайкинга длиной около 12 км.